# Nokia N950
Nokia N950 (заводской индекс RM-680) — смартфон с QWERTY-клавиатурой, выпущенный в июле 2011 года компанией Nokia. Является первым в мире устройством на базе операционной системы MeeGo Harmattan. Был выпущен партией в 5000 штук и бесплатно распространён среди разработчиков программного обеспечения: 250 штук среди добровольных разработчиков open-source-сообщества MeeGo, остальные — через программу Nokia Developer Network; в массовую продажу не поступал.

## Описание
Главная особенность конструкции Nokia N950 — форм-фактор «горизонтальный слайдер». Смартфон оснащён выдвижной четырёхрядной QWERTY-клавиатурой. Раздвижной механизм аналогичен Nokia E7 и отличается от непосредственного предшественника, Nokia N900, где клавиатурная часть выдвигается параллельно экрану.
Корпус устройства чёрного цвета (встречаются экземпляры с передней панелью серебристого цвета), изготовлен из алюминия с пластиковыми вставками. На тыльной стороне расположен глазок камеры и двойная вспышка. На левой боковой грани находится слот для SIM-карты стандартного размера. На правой грани размещена качелька регулировки громкости. Сверху находятся разъёмы mini-jack и MicroUSB, а также кнопка включения. На нижнем торце — только динамик.
Аппаратное обеспечение N950 практически идентично таковому в серийном смартфоне Nokia N9, выпущенному позже. Отличается формат SIM-карты (в N9 используется MicroSIM) и технология экрана (TFT-TN, в то время как у N9 — AMOLED), а также конструкция и материалы корпуса.

## Программное обеспечение
Смартфон работает на базе операционной системы MeeGo 1.2 Harmattan. Первая сборка ОС обозначалась как PR 1.1, а в конце 2011 года вышло обновление с индексом PR 1.2 (не следует путать номер сборки с версией ОС, которая была и осталась 1.2). Интерфейс ОС ориентирован на управление свайпами. Дизайн иконок позаимствован у Symbian Anna/Belle, впоследствии (после ликвидации проекта MeeGo и появления Tizen) иконки с таким же дизайном стали появляться в смартфонах Samsung.
Несмотря на наличие FM-радиомодуля, изначально приложения для прослушивания радио в смартфоне не было. Однако в течение 2011 года появилось приложение, позволяющее запускать FM-радио на N9 и N950 через терминал. Для этого надо было установить deb-пакет этого приложения, предварительно разрешив установку из непроверенных источников, затем открыть терминал и ввести команду, вызывающую приложение и содержащее номер нужной FM-частоты. Спустя некоторое время у этого приложения появился графический интерфейс. Кроме того, слушать радио на N950 можно через интернет, для этого предустановлена программа MeeRadio.
По умолчанию предустановлен магазин приложений Ovi (отключён в 2012 году), однако существуют и альтернативные каталоги приложений, самые известные из которых — MeeCatalog и AppsForMeeGo. Таким образом, возможный программный набор на N950 стандартен для этой операционной системы и идентичен N9. Система установки — apt/deb, но поддерживается и MeeGo репозитории, система запуска приложений — upstart.
Также имеется возможность установки со сторонних репозиториев ПО для разработки — в частности, Qt Creator, с возможностью запуска оного через терминал. С помощью данного пакета появляется возможность полноценной правки и отладки программ, написанных с помощью фреймворка Qt под ОС MeeGo Harmattan.
Неофициальные разработчики портировали на N950 операционные системы Android (версия 4.0), Sailfish OS и Firefox OS.

## Характеристики
- процессор TI OMAP3630, 1 ядро, 1 ГГц, видеоускоритель PowerVR SGX530;
- операционная система MeeGo (MeeGo 1.2 Harmattan);
- TN-дисплей, диагональ 3,9 дюйма, 854×480 пикселей, ёмкостной, с multitouch;
- оперативная память 1 ГБ, внутренняя память 16 ГБ
- связь GSM 850/900/1800/1900 МГц, GPRS/EDGE;
- связь WCDMA 850/900/1700/1900/2100;
- Bluetooth v2.1 EDR;
- Wi-Fi 802.11b/g/n;
- GPS, A-GPS;
- датчик положения в пространстве;
- датчик освещённости;
- магнитометр (компас);
- фотокамера с разрешением 8 мегапикселей и автофокусом, запись видео 720p@30 fps;
- аккумулятор 1320 мА·ч.

Отличия от Nokia N9
- N950 имеет аппаратную клавиатуру (N9 — моноблок)
- Немного различаются камеры (обе по 8 Мп, оптика Carl Zeiss у N9)
- Различно расположение фронтальной камеры (в разных углах)
- Экран выполнен по технологии TFT-TN (у N9 — AMOLED), остальные параметры идентичны
- N950 поддерживает только Bluetooth 2.1+EDR (N9 — Bluetooth 4.0)
- В N950 NFC (Near Field Communcation) не поддерживается, в отличие от N9
- У N9 несколько более чувствительный компас и датчик освещения
- У N950 аккумулятор — BL-4D (1320mAh), у N9 — BV-5JW (1450mAh).